# Dobbeltgængeren (film fra 1913)
 For alternative betydninger, se Dobbeltgængeren (flertydig). (Se også artikler, som begynder med Dobbeltgængeren)
Dobbeltgængeren er en dansk stum komediefilm fra 1913 produceret af Nordisk Films Kompagni. Filmens instruktør er ukendt.
Filmen havde dansk premiere den  2. februar 1913 i Biograf-Theatret i København og blev i tysktalende lande distribueret som Der Amerikaner, i engelsktalende lande som  A Yankee's Catch og i fransktalende lande som L' Americaine. 

## Handling
Fabrikant Jokumsens hustru har bestemt, at datteren Alice skal giftes med hendes nevø, den skævnæsede farmer Jackson, der har boet 7 år i Amerika. Jokumsen ser hellere, at Alice giftes med Jokumsens egen nevø, journalist Mørck, da Alice og Mørck er forelskede. Men fruen lader sig ikke rokke. Amerikaneren er på vej fra Esbjerg mod København, da Mørck får en lys idé. Han får amerikaneren til at stå af i Roskilde, og i stedet arrangerer Mørck, at en af hans skuespillervenner spiller rollen som amerikaneren. Skuespilleren opfører sig som et sindssygt menneske, og da den rigtige amerikaner ankommer, bliver han vist døren og Mørck får Alice.

## Medvirkende
- Carl Alstrup
- Oscar Stribolt som Fabrikant Jokumsen
- Alma Hinding som Alice
- Wilhelm Møller
- Franz Skondrup
- Philippa Frederiksen
- Valdemar Møller